# Barons von Eppinghoven
 (avril 2018).
Si vous disposez d'ouvrages ou d'articles de référence ou si vous connaissez des sites web de qualité traitant du thème abordé ici, merci de compléter l'article en donnant les références utiles à sa vérifiabilité et en les liant à la section « Notes et références ».
Les barons von Eppinghoven sont une famille anoblie, issue de la liaison entre le roi Léopold Ier de Belgique et Arcadie Claret. L’anoblissement et l’octroi de titres héréditaires s’est fait sur décision du duc régnant en Saxe-Cobourg et Gotha, Ernest II. Toujours représentée aujourd’hui, les membres de la famille qui portent noms et titres habitent désormais au Canada, tout en conservant des prénoms à consonance allemande.
Généalogiquement, ils appartiennent à la branche ernestine de la maison de Wettin, et plus précisément à la maison de Saxe-Cobourg et Gotha.

## Titre
Le gouvernement belge refuse de donner son agrément pour l’anoblissement et l’octroi de titres de noblesse à Arcadie et ses fils.
Il est accordé en 1862 par le duc Ernest II de Saxe-Cobourg-Gotha à la demande de son oncle, le roi Léopold Ier pour ses deux fils illégitimes nés d’Arcadie Claret : 
- Georges-Frédéric (1849-1904) ;
- Arthur (1852-1940).

Arcadie le reçoit également en 1863.

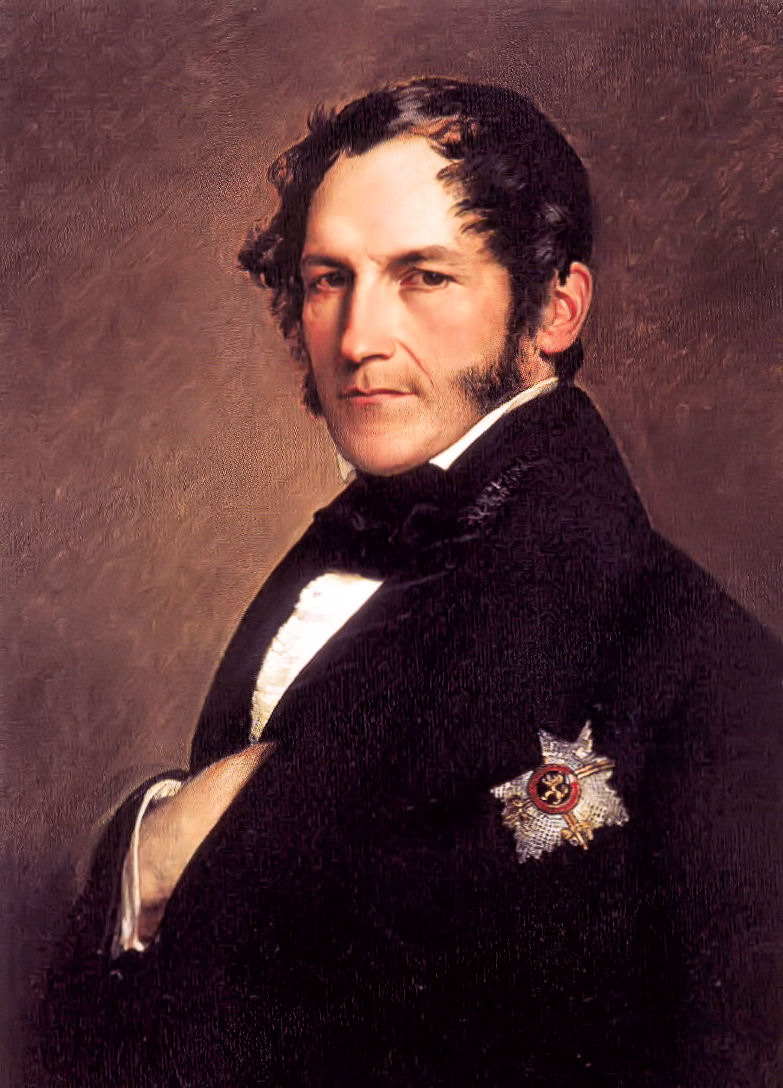
Léopold Ier, roi des Belges.
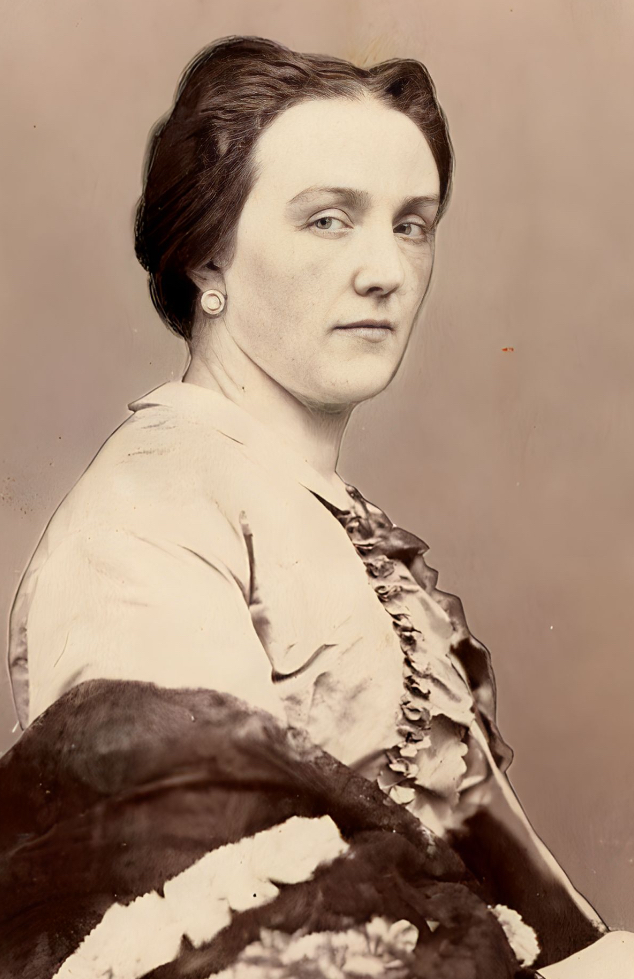
Arcadie Claret, baronne d’Eppinghoven.
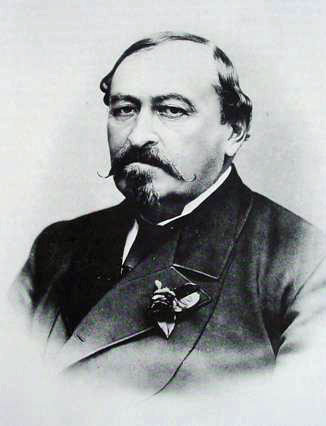
Le duc Ernest II de Saxe-Cobourg et Gotha.

## Origine du fief
Arcadie et ses fils deviennent propriétaires d’un petit château à Holzheim, en Allemagne (à l’époque en Rhénanie prussienne). Léopold l’a déjà depuis longtemps en possession comme un de ses nombreux biens de rapport allemands. En 1851, Léopold vend le domaine à Arcadie. C’est à l’origine une ancienne ferme de l’abbaye cistercienne Eppinghoven. De là le nom choisi pour le titre d’Arcadie et de ses fils.

## Chefs de famille successifs
| Rang | Portrait                                | Chef | Période                                                       |
| ---- | --------------------------------------- | --- | ------------------------------------------------------------- |
| 1    | Arcadie, baronne von Eppinghoven        | Arcadie Claret, baronne von Eppinghoven Née le 30 mai 1826 à Ixelles (Pays-Bas) — Morte le 13 janvier 1897 à Monheim-sur-le-Rhin (Prusse) | Fondatrice                                                    |
| 2    | Georges-Frédéric, baron von Eppinghoven | Georges-Frédéric, baron von Eppinghoven Né le 14 novembre 1849 à Liège (Belgique) — Mort le 3 février 1904 à Monheim-sur-le-Rhin (Prusse) | 13 janvier 1897 — 3 février 1904 (7 ans et 21 jours)          |
| 3    | Henri-Georges, baron von Eppinghoven    | Heinrich-Georg, baron von Eppinghoven Né le 22 juillet 1892 à Langenfeld (Prusse) — Mort le 20 février 1988 à Toronto (Canada)            | 3 février 1904 — 20 février 1988 (84 ans et 17 jours)         |
| 4    | Alaric, baron von Eppinghoven           | Alarich, baron von Eppinghoven Né le 20 juin 1930 à Arusha (Tanzanie) — Mort le 5 juillet 2018 à Wesburn Manor (Canada)                   | 20 février 1988 — 5 juillet 2018 (30 ans, 4 mois et 15 jours) |
| 5    | Armin, baron von Eppinghoven            | Armin, baron von Eppinghoven Né le 10 août 1960 à Toronto (Canada)                                                                        | 5 juillet 2018 (6 ans, 8 mois et 9 jours)                     |

## Succession actuelle
La succession du baron Armin von Eppinghoven se présente ainsi :
1. Alexander von Eppinghoven (né à Toronto en mars 2001), fils d'Armin von Eppinghoven ;
2. Ralph von Eppinghoven (né à Toronto le 10 août 1960), frère d’Armin von Eppinghoven ;
3. Konrad von Eppinghoven (né à Vancouver le 16 janvier 1997), fils du précédent ;
4. Derek von Eppinghoven (né à Mississauga le 31 mars 1999), frère du précédent.

## Généalogie
Les noms en gras indiquent les membres de la maison von Eppinghoven.
- Georges von Eppinghoven (1849-1904) 
 ∞ Anna Maria Brust (1865-1943)
  - Henriette von Eppinghoven (1891-1973)
  - Heinrich-Georg von Eppinghoven (1892-1988) 
 ∞ Maria Anna Lintermann (1895-1982) 
    - Jürgen von Eppinghoven (1930-1934)
    - Alarich von Eppinghoven (1930) 
 ∞ Anna Ziggert (1920-1991) 
      - Armin von Eppinghoven (1960) 
 ∞ Peri Schleining (1960) 
        - Alexander von Eppinghoven (2001)

      - Ralph von Eppinghoven (1960) 
 ∞ Elizabeth Fricker (1962) 
        - Konrad von Eppinghoven (1997)
        - Derek von Eppinghoven (°1999)

  - Anne-Marie von Eppinghoven (1894-1971) 
 ∞ Claude Tebbitt (1882-1947) 
    - Cynthia Tebbitt (1923-1978) 
 ∞ Conrad Lindner (1906-1968) 
      - Eugenie Linder (1951) 
 ∞ Peter Noel Kane-Berman (1947) 
        - Jillian Kane-Berman (1972) 
 ∞ Martin Fourié (1965) 
          - Caitlin Fourié (1998)
          - Alyssa Fourié (2001)

        - Peter Kane-Berman (1974) 
 ∞ Michèle Steenkamp (1972) 
        - Rosemary Kane-Berman (1977) 
 ∞ Hugo Botha (1979) 
        - James Kane-Berman (1980)

      - Constance Linder (1953) 
 ∞ Graham Locke (1948-2000) 
        - Grant Conrad Locke (1980) 
 ∞ Sarah Fanin 
        - Craig Patrick Locke (1982)
        - Jonathan Andrew Locke (1985)

    - Liliana Tebbitt (1924-1978) 
 ∞ Wilfred Batley (1915-2004) 
      - John Batley (1950) 
 ∞ Margaret Williams 
        - Penelope Batley (1979)
        - Eleanor Batley (1982)

      - Vanessa Batley (1951) 
 ∞ Robert Bowen 
        - Catherine Bowen (1982)
        - John Bowen (1984)

      - Eugenie Batley (1954) 
 ∞ Jonathan Skelton 
        - Joanne Skelton (1977)
        - Rosalind Skelton (1982)
        - Frances Skelton (1985)

- Arthur von Eppinghoven (1852-1940) 
 ∞ Anna Lydia Harris 
  - Louise von Eppinghoven (1894-1966), fille unique, demeurée célibataire.

## Arbre généalogique des porteurs du nom von Eppinghoven
|                                    |                                    |                                    |                                    |                                    |                                    |                           |                           |                                |                                |                                |                                |                                  |                                  |                                  |                                  |                                  |                                  |                        |                        | Léopold Ier de Belgique | Léopold Ier de Belgique | Léopold Ier de Belgique | Léopold Ier de Belgique | Léopold Ier de Belgique | Léopold Ier de Belgique |                       |                       | Arcadie Claret        | Arcadie Claret        | Arcadie Claret | Arcadie Claret | Arcadie Claret          | Arcadie Claret          |                         |                         |                         |                         |                        |                        |                              |                              |                              |                              |                              |                              |                   |                   |                   |                   |
|                                    |                                    |                                    |                                    |                                    |                                    |                           |                           |                                |                                |                                |                                |                                  |                                  |                                  |                                  |                                  |                                  |                        |                        | Léopold Ier de Belgique | Léopold Ier de Belgique | Léopold Ier de Belgique | Léopold Ier de Belgique | Léopold Ier de Belgique | Léopold Ier de Belgique |                       |                       | Arcadie Claret        | Arcadie Claret        | Arcadie Claret | Arcadie Claret | Arcadie Claret          | Arcadie Claret          |                         |                         |                         |                         |                        |                        |                              |                              |                              |                              |                              |                              |                   |                   |                   |                   |
|                                    |                                    |                                    |                                    |                                    |                                    |                           |                           |                                |                                |                                |                                |                                  |                                  |                                  |                                  |                                  |                                  |                        |                        |                         |                         |                         |                         |                         |                         |                       |                       |                       |                       |                |                |                         |                         |                         |                         |                         |                         |                        |                        |                              |                              |                              |                              |                              |                              |                   |                   |                   |                   |
|                                    |                                    |                                    |                                    |                                    |                                    |                           |                           |                                |                                |                                |                                |                                  |                                  |                                  |                                  |                                  |                                  |                        |                        |                         |                         |                         |                         |                         |                         |                       |                       |                       |                       |                |                |                         |                         |                         |                         |                         |                         |                        |                        |                              |                              |                              |                              |                              |                              |                   |                   |                   |                   |
|                                    |                                    |                                    |                                    |                                    |                                    |                           |                           |                                |                                |                                |                                | Georges-Frédéric von Eppinghoven | Georges-Frédéric von Eppinghoven | Georges-Frédéric von Eppinghoven | Georges-Frédéric von Eppinghoven | Georges-Frédéric von Eppinghoven | Georges-Frédéric von Eppinghoven |                        |                        | Anna Brust              | Anna Brust              | Anna Brust              | Anna Brust              | Anna Brust              | Anna Brust              |                       |                       |                       |                       |                |                |                         |                         |                         |                         | Arthur von Eppinghoven  | Arthur von Eppinghoven  | Arthur von Eppinghoven | Arthur von Eppinghoven | Arthur von Eppinghoven       | Arthur von Eppinghoven       |                              |                              | Anna Lydia Harris            | Anna Lydia Harris            | Anna Lydia Harris | Anna Lydia Harris | Anna Lydia Harris | Anna Lydia Harris |
|                                    |                                    |                                    |                                    |                                    |                                    |                           |                           |                                |                                |                                |                                | Georges-Frédéric von Eppinghoven | Georges-Frédéric von Eppinghoven | Georges-Frédéric von Eppinghoven | Georges-Frédéric von Eppinghoven | Georges-Frédéric von Eppinghoven | Georges-Frédéric von Eppinghoven |                        |                        | Anna Brust              | Anna Brust              | Anna Brust              | Anna Brust              | Anna Brust              | Anna Brust              |                       |                       |                       |                       |                |                |                         |                         |                         |                         | Arthur von Eppinghoven  | Arthur von Eppinghoven  | Arthur von Eppinghoven | Arthur von Eppinghoven | Arthur von Eppinghoven       | Arthur von Eppinghoven       |                              |                              | Anna Lydia Harris            | Anna Lydia Harris            | Anna Lydia Harris | Anna Lydia Harris | Anna Lydia Harris | Anna Lydia Harris |
|                                    |                                    |                                    |                                    |                                    |                                    |                           |                           |                                |                                |                                |                                |                                  |                                  |                                  |                                  |                                  |                                  |                        |                        |                         |                         |                         |                         |                         |                         |                       |                       |                       |                       |                |                |                         |                         |                         |                         |                         |                         |                        |                        |                              |                              |                              |                              |                              |                              |                   |                   |                   |                   |
|                                    |                                    |                                    |                                    |                                    |                                    |                           |                           |                                |                                |                                |                                |                                  |                                  |                                  |                                  |                                  |                                  |                        |                        |                         |                         |                         |                         |                         |                         |                       |                       |                       |                       |                |                |                         |                         |                         |                         |                         |                         |                        |                        |                              |                              |                              |                              |                              |                              |                   |                   |                   |                   |
| Henriette-Marianna von Eppinghoven | Henriette-Marianna von Eppinghoven | Henriette-Marianna von Eppinghoven | Henriette-Marianna von Eppinghoven | Henriette-Marianna von Eppinghoven | Henriette-Marianna von Eppinghoven |                           |                           | Heinrich-Georg von Eppinghoven | Heinrich-Georg von Eppinghoven | Heinrich-Georg von Eppinghoven | Heinrich-Georg von Eppinghoven | Heinrich-Georg von Eppinghoven   | Heinrich-Georg von Eppinghoven   |                                  |                                  | Anna Lintermann                  | Anna Lintermann                  | Anna Lintermann        | Anna Lintermann        | Anna Lintermann         | Anna Lintermann         |                         |                         | Claude Eric Tebbitt     | Claude Eric Tebbitt     | Claude Eric Tebbitt   | Claude Eric Tebbitt   | Claude Eric Tebbitt   | Claude Eric Tebbitt   |                |                | Arcadie von Eppinghoven | Arcadie von Eppinghoven | Arcadie von Eppinghoven | Arcadie von Eppinghoven | Arcadie von Eppinghoven | Arcadie von Eppinghoven |                        |                        | Louise-Marie von Eppinghoven | Louise-Marie von Eppinghoven | Louise-Marie von Eppinghoven | Louise-Marie von Eppinghoven | Louise-Marie von Eppinghoven | Louise-Marie von Eppinghoven |                   |                   |                   |                   |
| Henriette-Marianna von Eppinghoven | Henriette-Marianna von Eppinghoven | Henriette-Marianna von Eppinghoven | Henriette-Marianna von Eppinghoven | Henriette-Marianna von Eppinghoven | Henriette-Marianna von Eppinghoven |                           |                           | Heinrich-Georg von Eppinghoven | Heinrich-Georg von Eppinghoven | Heinrich-Georg von Eppinghoven | Heinrich-Georg von Eppinghoven | Heinrich-Georg von Eppinghoven   | Heinrich-Georg von Eppinghoven   |                                  |                                  | Anna Lintermann                  | Anna Lintermann                  | Anna Lintermann        | Anna Lintermann        | Anna Lintermann         | Anna Lintermann         |                         |                         | Claude Eric Tebbitt     | Claude Eric Tebbitt     | Claude Eric Tebbitt   | Claude Eric Tebbitt   | Claude Eric Tebbitt   | Claude Eric Tebbitt   |                |                | Arcadie von Eppinghoven | Arcadie von Eppinghoven | Arcadie von Eppinghoven | Arcadie von Eppinghoven | Arcadie von Eppinghoven | Arcadie von Eppinghoven |                        |                        | Louise-Marie von Eppinghoven | Louise-Marie von Eppinghoven | Louise-Marie von Eppinghoven | Louise-Marie von Eppinghoven | Louise-Marie von Eppinghoven | Louise-Marie von Eppinghoven |                   |                   |                   |                   |
|                                    |                                    |                                    |                                    |                                    |                                    |                           |                           |                                |                                |                                |                                |                                  |                                  |                                  |                                  |                                  |                                  |                        |                        |                         |                         |                         |                         |                         |                         |                       |                       |                       |                       |                |                |                         |                         |                         |                         |                         |                         |                        |                        |                              |                              |                              |                              |                              |                              |                   |                   |                   |                   |
|                                    |                                    |                                    |                                    |                                    |                                    |                           |                           |                                |                                |                                |                                |                                  |                                  |                                  |                                  |                                  |                                  |                        |                        |                         |                         |                         |                         |                         |                         |                       |                       |                       |                       |                |                |                         |                         |                         |                         |                         |                         |                        |                        |                              |                              |                              |                              |                              |                              |                   |                   |                   |                   |
|                                    |                                    |                                    |                                    | Alarich von Eppinghoven            | Alarich von Eppinghoven            | Alarich von Eppinghoven   | Alarich von Eppinghoven   | Alarich von Eppinghoven        | Alarich von Eppinghoven        |                                |                                | Anna Margarete Ziggert           | Anna Margarete Ziggert           | Anna Margarete Ziggert           | Anna Margarete Ziggert           | Anna Margarete Ziggert           | Anna Margarete Ziggert           |                        |                        | Jürgen von Eppinghoven  | Jürgen von Eppinghoven  | Jürgen von Eppinghoven  | Jürgen von Eppinghoven  | Jürgen von Eppinghoven  | Jürgen von Eppinghoven  |                       |                       |                       |                       |                |                |                         |                         |                         |                         |                         |                         |                        |                        |                              |                              |                              |                              |                              |                              |                   |                   |                   |                   |
|                                    |                                    |                                    |                                    | Alarich von Eppinghoven            | Alarich von Eppinghoven            | Alarich von Eppinghoven   | Alarich von Eppinghoven   | Alarich von Eppinghoven        | Alarich von Eppinghoven        |                                |                                | Anna Margarete Ziggert           | Anna Margarete Ziggert           | Anna Margarete Ziggert           | Anna Margarete Ziggert           | Anna Margarete Ziggert           | Anna Margarete Ziggert           |                        |                        | Jürgen von Eppinghoven  | Jürgen von Eppinghoven  | Jürgen von Eppinghoven  | Jürgen von Eppinghoven  | Jürgen von Eppinghoven  | Jürgen von Eppinghoven  |                       |                       |                       |                       |                |                |                         |                         |                         |                         |                         |                         |                        |                        |                              |                              |                              |                              |                              |                              |                   |                   |                   |                   |
|                                    |                                    |                                    |                                    |                                    |                                    |                           |                           |                                |                                |                                |                                |                                  |                                  |                                  |                                  |                                  |                                  |                        |                        |                         |                         |                         |                         |                         |                         |                       |                       |                       |                       |                |                |                         |                         |                         |                         |                         |                         |                        |                        |                              |                              |                              |                              |                              |                              |                   |                   |                   |                   |
|                                    |                                    |                                    |                                    |                                    |                                    |                           |                           |                                |                                |                                |                                |                                  |                                  |                                  |                                  |                                  |                                  |                        |                        |                         |                         |                         |                         |                         |                         |                       |                       |                       |                       |                |                |                         |                         |                         |                         |                         |                         |                        |                        |                              |                              |                              |                              |                              |                              |                   |                   |                   |                   |
| Armin von Eppinghoven              | Armin von Eppinghoven              | Armin von Eppinghoven              | Armin von Eppinghoven              | Armin von Eppinghoven              | Armin von Eppinghoven              |                           |                           | Peri Olga Schleining           | Peri Olga Schleining           | Peri Olga Schleining           | Peri Olga Schleining           | Peri Olga Schleining             | Peri Olga Schleining             |                                  |                                  | Ralph von Eppinghoven            | Ralph von Eppinghoven            | Ralph von Eppinghoven  | Ralph von Eppinghoven  | Ralph von Eppinghoven   | Ralph von Eppinghoven   |                         |                         | Elizabeth Fricker       | Elizabeth Fricker       | Elizabeth Fricker     | Elizabeth Fricker     | Elizabeth Fricker     | Elizabeth Fricker     |                |                |                         |                         |                         |                         |                         |                         |                        |                        |                              |                              |                              |                              |                              |                              |                   |                   |                   |                   |
| Armin von Eppinghoven              | Armin von Eppinghoven              | Armin von Eppinghoven              | Armin von Eppinghoven              | Armin von Eppinghoven              | Armin von Eppinghoven              |                           |                           | Peri Olga Schleining           | Peri Olga Schleining           | Peri Olga Schleining           | Peri Olga Schleining           | Peri Olga Schleining             | Peri Olga Schleining             |                                  |                                  | Ralph von Eppinghoven            | Ralph von Eppinghoven            | Ralph von Eppinghoven  | Ralph von Eppinghoven  | Ralph von Eppinghoven   | Ralph von Eppinghoven   |                         |                         | Elizabeth Fricker       | Elizabeth Fricker       | Elizabeth Fricker     | Elizabeth Fricker     | Elizabeth Fricker     | Elizabeth Fricker     |                |                |                         |                         |                         |                         |                         |                         |                        |                        |                              |                              |                              |                              |                              |                              |                   |                   |                   |                   |
|                                    |                                    |                                    |                                    |                                    |                                    |                           |                           |                                |                                |                                |                                |                                  |                                  |                                  |                                  |                                  |                                  |                        |                        |                         |                         |                         |                         |                         |                         |                       |                       |                       |                       |                |                |                         |                         |                         |                         |                         |                         |                        |                        |                              |                              |                              |                              |                              |                              |                   |                   |                   |                   |
|                                    |                                    |                                    |                                    |                                    |                                    |                           |                           |                                |                                |                                |                                |                                  |                                  |                                  |                                  |                                  |                                  |                        |                        |                         |                         |                         |                         |                         |                         |                       |                       |                       |                       |                |                |                         |                         |                         |                         |                         |                         |                        |                        |                              |                              |                              |                              |                              |                              |                   |                   |                   |                   |
|                                    |                                    |                                    |                                    | Alexander von Eppinghoven          | Alexander von Eppinghoven          | Alexander von Eppinghoven | Alexander von Eppinghoven | Alexander von Eppinghoven      | Alexander von Eppinghoven      |                                |                                |                                  |                                  |                                  |                                  | Konrad von Eppinghoven           | Konrad von Eppinghoven           | Konrad von Eppinghoven | Konrad von Eppinghoven | Konrad von Eppinghoven  | Konrad von Eppinghoven  |                         |                         | Derek von Eppinghoven   | Derek von Eppinghoven   | Derek von Eppinghoven | Derek von Eppinghoven | Derek von Eppinghoven | Derek von Eppinghoven |                |                |                         |                         |                         |                         |                         |                         |                        |                        |                              |                              |                              |                              |                              |                              |                   |                   |                   |                   |